# Frederick Abberline

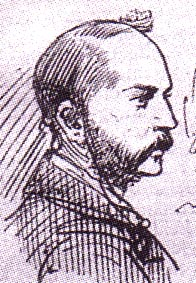
Frederick Abberline

Frederick George Abberline (Blandford (Dorset), 8 januari 1843 - Bournemouth, 10 december 1929) was een Brits politiefunctionaris.
Fred Abberline trad in 1863 in dienst van Metropolitan Police in Londen. In 1865 werd hij brigadier en in 1873 inspecteur. In 1878 werd hij toegewezen aan het district in Whitechapel. In 1887 werd hij toegewezen aan Scotland Yard.
Abberline werd vooral bekend als de inspecteur die belast werd met het onderzoek naar de Jack the Ripper moorden in Whitechapel in 1888. De dader werd echter nooit ontmaskerd.
Abberline bleef daarna, tot zijn pensioen, nog tot 1892 in dienst van de politie en maakte in 1890 nog promotie tot hoofdinspecteur.
Als personage komt Abberline voor als inspecteur in de game Assassin's Creed: Syndicate en in de graphic novel From Hell.